# كأس أوروبا لكرة السلة 2014–15
كأس أوروبا لكرة السلة 2014–15 هو موسم من كأس أوروبا لكرة السلة. أقيم خلال الفترة 15 أكتوبر 2014 وحتى 29 أبريل 2015، وشارك فيه  44 فريق، وفاز فيه خيمكي.